# Блощаненко, Антон Фёдорович
Антон Фёдорович Блощаненко (1904—1968) — советский партийный и государственный деятель. Депутат Верховного Совета СССР 2 созыва.

## Биография
Родился в 1904 году в семье крестьянина-бедняка в селе Емчиха ныне Мироновского района Киевской области.
Пастух, батрак у помещика, комсомолец, секретарь местной молодежной ячейки, заведующий избой-читальней, организатор сельскохозяйственной артели им. Шевченко, одной из первых на Украине, заведующий районным финансовым отделом, земельным отделом, командирован в Приморье, директор Нестеровской машино-тракторной станции в Пограничном районе, затем — Суйфунской МТС, председатель Исполнительного комитета Приморского краевого Совета, министр заготовок Латвийской ССР, председатель колхоза имени Т. Г. Шевченко (Киевская область).
Умер  в 1968 году и похоронен в родном селе Емчиха.